# SMS Lothringen
El SMS Lothringen fue el quinto y último de los acorazados pre-dreadnought de la clase Braunschweig perteneciente a la Kaiserliche Marine. Su quilla fue puesta en grada en 1902 y fue dado de alta en 1906. Recibió su nombre en honor a la región de Lorena, perteneciente en la actualidad a Francia y entonces a Alemania. Sus buques gemelos fueron Braunschweig, Elsaß, Hessen y Preußen.

## Historial de servicio

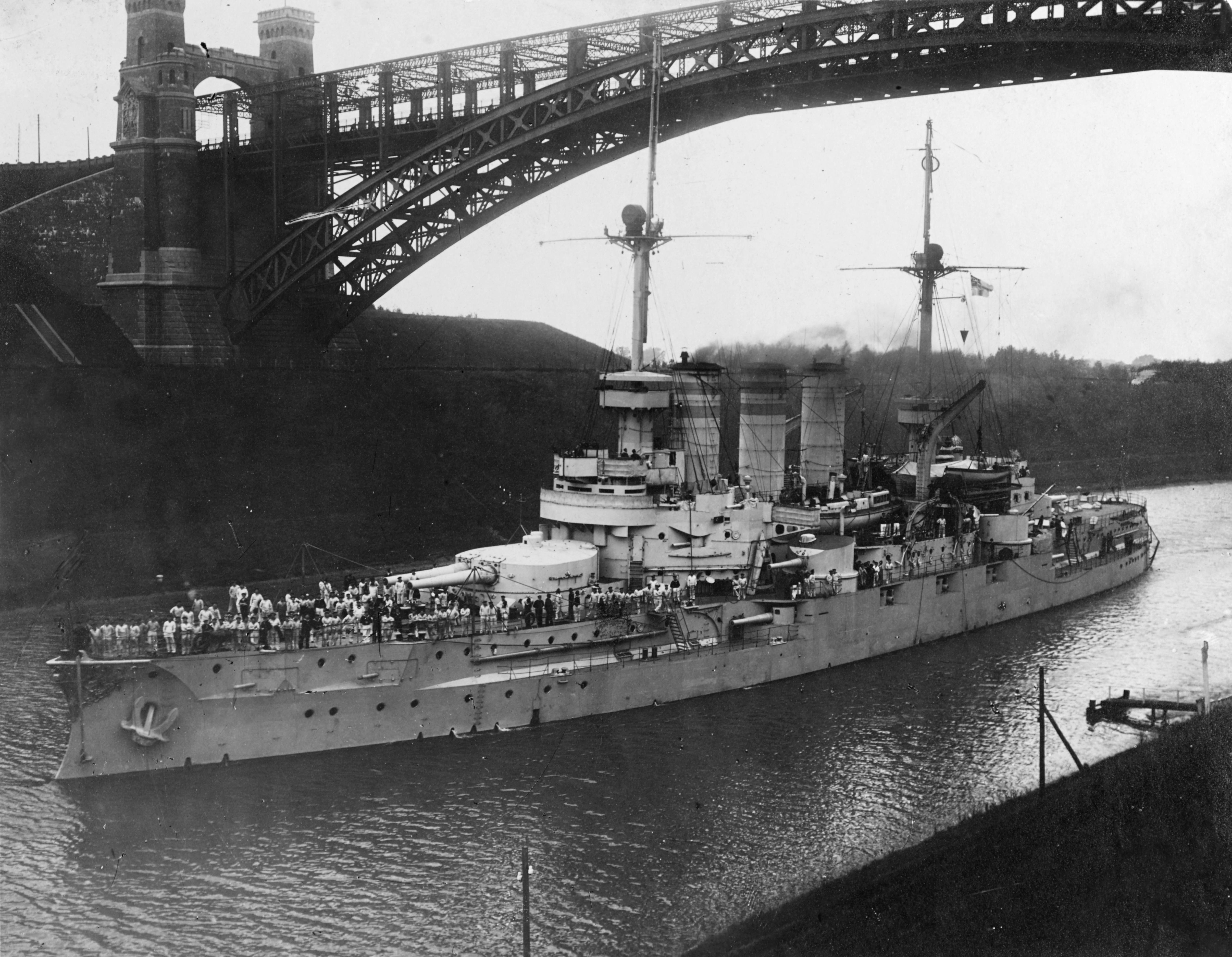
El SMS Lothringen cruzando el canal de Kiel, en algún momento entre 1906 y 1914.

El Lothringen fue botado el 27 de mayo de 1904 y dado de alta en la Armada Imperial Alemana el 18 de mayo de 1906. El Lothringen comenzó su servicio durante la Primera Guerra Mundial como buque de defensa costera, ya que en el momento del estallido de la guerra era considerado obsoleto en la IV escuadra de combate, al igual que sus gemelos.
En 1917, fue retirado del servicio en primera línea y usado como buque de entrenamiento hasta el final de la guerra. 
Tras la derrota alemana en la Primera Guerra Mundial, la Armada Alemana se reorganizó como la Reichsmarine, de acuerdo con el Tratado de Versalles. La nueva armada recibió autorización para conservar ocho acorazados pre-dreadnought para defensa costera, en virtud del Artículo 181, dos de los cuales quedarían en reserva. El Lothringen fue uno de los buques elegidos para permanecer en servicio activo en la recién reformada Reichsmarine. Al igual que su gemelo, el Preussen, el Lothringen se convirtió en buque nodriza para dragaminas tipo F en el Reichsmarinewerft de Wilhelmshaven en 1919; el buque fue desarmado y se instalaron plataformas para albergar los dragaminas. Para el 2 de marzo de 1920 el Lothringen ya cumplía esta función, transportando catorce de las lanchas F de la 10.ª Media Flotilla, hasta que se completaron las labores de dragaminas requeridas por el Tratado de Versalles. El 2 de marzo de 1920, el buque fue puesto en reserva y continuó utilizándose hasta 1926. Tras ese año permaneció fuera de servicio activo hasta el 24 de marzo de 1931, cuando el Reichspräsident (lit. Presidente del Reino) Paul von Hindenburg ordenó la liquidación del Lothringen. En consecuencia, fue dado de baja del registro naval el 31 de marzo. La Reichsmarine lo vendió ese mismo año, sin su blindaje, a una empresa de desguace naval por 269.650 marcos alemanes. El Lothringen fue posteriormente desguazado, aunque se desconoce el lugar exacto. Según el historiador naval Erich Gröner, el Lothringen acabó sus días en Blohm & Voss en Hamburgo, pero los historiadores Hans Hildebrand, Albert Röhr y Hans-Otto Steinmetz afirman que fue desguazado en Wilhelmshaven..